# تیوکیان
تیوکیان (به لاتین: Tyukyan) یک رود در روسیه است که در یاقوتستان واقع شده‌است.